# Völu-Stein

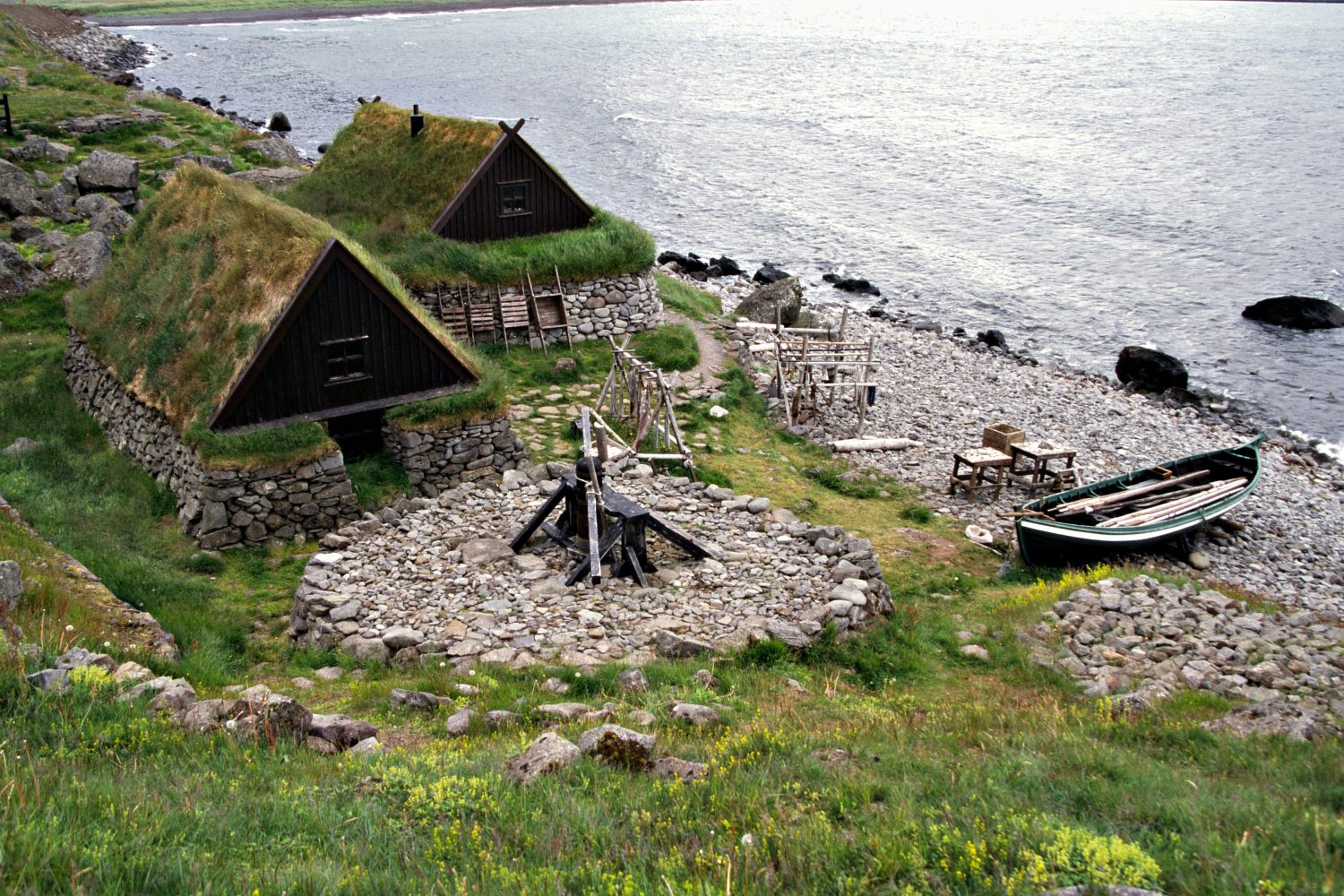
Ett museum i Bolungarvik. Det var i dessa trakter som völvan Turid och hennes son slog sig ner för mer än 1000 år sedan. Turid var troligen högättad; hennes son blev ju drottkvättskald och umgicks enligt Landnámabók i de bästa kretsar. Att Turids man inte är nämnd beror nog bara på att hennes berömmelse så vida överskuggade hans att han har blivit glömd.

Stein Turidsson (Steinn Þuríðarson), oftast kallad Völu-Stein (Vǫlu-Steinn, alltså vala-Stein), var en isländsk skald som levde på 900-talet. Han var son till samtidens duktigaste trollkvinna på Island, nämligen Turid sundfyllerskan (Þuríðr sundafyllir).

## Turid sundfyllerskan
Om Turid berättas i Landnámabók följande:
Turid sundfyllerskan och hennes son Völu-Stein for från Hålogaland till Island och tog Bolungarvík i landnám, samt bodde på Vatnsnes. Hon kallades sundfyllerskan emedan hon under ett nödår i Hålogaland sejdade så att varje sund blev fyllt med fisk. Hon satte också ut fiskegrundet Kvíarmið i Isafjordsdjupet (Ísafjarðardjúp) och fick i lön därför en hornlös tacka av varje bonde vid Isafjorden.
Uppgiften om Kvíarmið har tolkats olika av forskarna. Kanske fick Turid äran av någon gynnsam förändring i havsbottnen orsakad av vulkanism, eller var det ett fiskegrundsmärke som hon lät ombesörja?

## Völu-Stein
Om Völu-Stein berättas att han hade sönerna Ögmund och Egil. Ögmund blev som vuxen anklagad på Torskafjordstinget för fårstöld, och då han grep ett svärd för att bättre argumentera för sin sak blev han nedhuggen och dräpt. Völu-Stein, som då var gammal, blev otröstlig. Då sonen Egil senare på höstgille i Rauðasand träffade hövdingen Gest Oddleifsson, bad han om råd för att rädda fadern ur dennes dödssorg. Gest diktade då första strofen till en arvdrapa om Ögmund. Egil tog den till sin far, som fullbordade drapan och därmed fann tröst. Diktens bakgrund har alltså en tydlig parallell i tillkomsten av Egil Skallagrimssons Sonatorrek, men av Völu-Steins Drápa um Ögmund har endast två halvstrofer bevarats. Båda finns i Skáldskaparmál.
Som kuriositet kan nämnas att den isländske litteraturvetaren Sigurður Nordal 1952 framkastade tanken att det kanske var Völu-Stein som författade Völuspá. Saken går givetvis inte att bevisa, men hypotesens rimlighet försvarades 1979 av Åke Ohlmarks som bland annat menade att man i Völuspá finner en lång rad utpräglat skaldiska kenningar, vilket visar att författaren kan ha varit "drottkvätt-skald med en furstelovdiktares rutin". Att Völu-Stein uppfyller detta krav kan man nog anta utifrån de två kenningspäckade drottkvättfragment av hans hand som finns kvar. Men strängt taget skulle nog Völu-Steins mor ha kunnat vara en minst lika stark kandidat.